# معروف الرصافي
معروف الرُّصَافِي (1292 - 1365 هـ / 1875 - 1945 م) أكاديمي وشاعر عراقي.

## ولادتهُ ونشأته
ولد معروف بن عبد الغني بن محمود الجباري الحسيني، في بغداد عام 1875م، من أب كردي وأم عربية، كان والده يعمل في حكومة الدولة العثمانية برتبة باش جاويش، وتعود أصول عائلته إلى عشيرة الجبارين وهي عشيرة كردية ذات أصل علوي النسب سكنت في قرية بمنطقة بين محافظتي كركوك والسليمانية وكان رجال قريتهِ يلبسون العمائم الخضراء كدلالة على أنهم من نسل بني هاشم، أما والدتهُ فهي فطومة بنت جاسم الشيخ علي، وهي من عشيرة القراغول، ونشأ في بغداد حيث أكمل دراسته في الكتاتيب، ثم دخل المدرسة العسكرية الابتدائية فتركها، وانتقل إلى الدراسة في المدارس الدينية ودرس على يد علماء بغداد الأعلام كالشيخ عبد الوهاب النائب، والشيخ قاسم القيسي، والشيخ قاسم البياتي، والشيخ عباس حلمي القصاب، ثم اتصل بالشيخ العلامة محمود شكري الألوسي ولازمهُ اثنتي عشرة سنة، وتخرج عليهِ وكان يرتدي العمامة وزي العلماء وسماهُ شيخهُ الألوسي (معروف الرصافي) ليكون في الصلاح والشهرة والسمعة الحسنة، مقابلاً لمعروف الكرخي.
وعين الرصافي معلماً في مدرسة الراشدية التي أنشأها الشيخ عبد الوهاب النائب، شمال الأعظمية، ثم نقل مدرساً للأدب العربي في الإعدادية ببغداد، أيام الوالي نامق باشا الصغير عام 1902م، وظل فيها إلى إعلان الدستور عام 1908م، ثم سافر إلى إسطنبول فلم يلحظ برعاية، ثم عين مدرساً لمادة اللغة العربية في الكلية الشاهانية ومحرراً لجريدة سبيل الرشاد عام 1909م، وانتخب عضواً في مجلس المبعوثان عام 1912م، وأعيد انتخابه عام 1914م، وعُيّن مدرساً في دار المعلمين في القدس عام 1920م، وعاد إلى بغداد عام 1921م. ثم سافر إلى الآستانة عام 1922م، وعاد إلى بغداد عام 1923م، وأصدر فيها جريدة الأمل، وانتخب عضواً في مجمع اللغة العربية في دمشق، عام 1923م، وبعد ذلك عين مفتشاً في مديرية المعارف ببغداد عام 1924م، ثم عُيّن أستاذاً في اللغة العربية بدار المعلمين العالية عام 1927م.
ولقد بني لهُ تمجيداً لذكراه تمثالاً في الساحة المقابلة لجسر الشهداء عند التقاطع مع شارع الرشيد المشهور قرب سوق السراي والمدرسة المستنصرية الأثرية.

## شعره

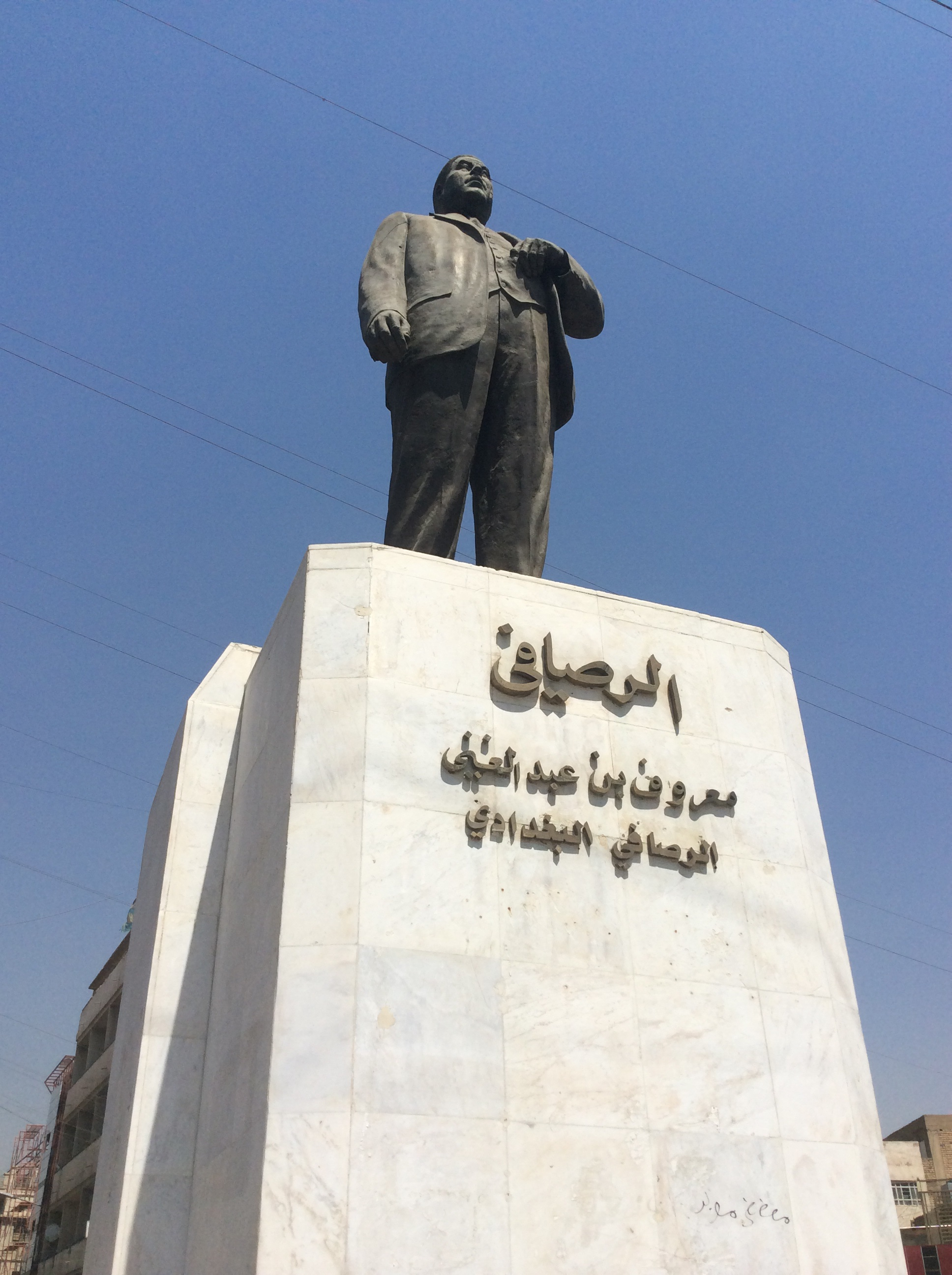
تمثال للرصافي في تقاطع شارع الرشيد، من أعمال النحات إسماعيل فتاح الترك.

امتاز أسلوب الرصافي بمتانة لغته ورصانة أسلوبه، وله آثار كثيرة في النثر والشعر واللغة والآداب أشهرها ديوانه «ديوان الرصافي» حيث رتب إلى أحد عشر باباً في الكون والدين والاجتماع والفلسفة والوصف والحرب والرثاء والتاريخ والسياسة وعالم المرأة والمقطعات الشعرية الجميلة.

### في وصفهِ للفقر
- ويقول في مشاهدته لأرملة وبنتها الصغيرة، توفي زوجها وتركهما بين الفقر والبؤس الذي يذيب القلوب الجامدة حيث بلغ القمة بوصفه إذ قال:

### في السياسة

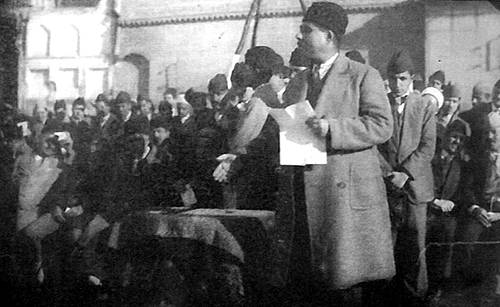
معروف الرصافي يلقي قصيدة بمناسبة وضع حجر الأساس لافتتاح مدرسة جديدة في بغداد عام 1928

لقد شارك الرصافي في قضايا أمته السياسية والاجتماعية، ودعا إلى بناء المدارس ونشر العلم، والتي ينبغي لطالب العلم ألا يكون طلبه للعلم لذاته بل لغايات اجتماعية وذلك من خلال ربطه بالعمل فهل وفي اللفظ بهذا المعنى؟ لذلك يقول:

### في ردهِ على الاحتلال البريطاني
عندما احتل الإنجليز العراق سنة 1920م، سرعان ما نصبوا فيصل ملكاً على البلاد وأصدروا دستورا وأنشئوا برلمانا مزيفين وأصبحت أمور البلاد بأيديهم ثار الشعب العراقي وثار الرصافي معهم حيث أنشد قصيدته التي جاء فيها:
فكان الدستور الذي سن في نظره ليس إلا وثيقة جديدة للانتداب الذي فرضه الإنجليز على العراق، دستور مزيف وعلم الدولة مزيف هو الآخر، وحتى المجلس الذي يسمى بمجلس الأمة أيضا كان مزيفا، ثم نلاحظ الشاعر الرصافي يصرخ ساخرا ويقول:

### في يوم الفلوجة ومقاومتها ضد الاستعمار
قالها في مدح الفلوجة م 1941يقول:
فللرصافي مشاهد كثيرة في الحكم والأوصاف والأقاصيص الحزينة التي تظهر بؤس وفقر الأمة ومقاومتها للاستبداد وظلم الأجنبي، بالإضافة إلى آرائه الحدية في السياسة وانتقاد السلطة، فهو يدعو إلى الثورة الاجتماعية والسياسية ليعم الرخاء ولتنعم البلاد بالحرية والمساواة
- . يقول الشاعر العراقي فالح الحجية في شاعرية الرصافي في كتابه الموجز في الشعر العربي صفحة 431 (يتميز شعره بسهولة الألفاظ وجزالتها وعلو الأسلوب وقد اشتهر بالشعر السياسي وقارع الاستعمار الإنكليزي كثيرا وناضل في سبيل تحرير بلده وأمته. برع في الوصف والغزل والمدح والفخر وحث على تأسيس المدارس والمعاهد والثورة على التأخر والانحطاط الاجتماعي

عاصر معروف الرصافي الشاعرَ العراقي جميل صدقي الزهاوي وقد دعى كلاهما إلى تحرير المرأة ونزع الحجاب (العباءة) التي كانت مستخدمة من قبل عامة نساء العراق. ولكن كانت المنافسة والعدواة بينهما شديدة حيث قال الرصافي اشياء كثيرة في النيل من الزهاوي.
ولكن الحمد لله انتهت العداوة بالصلح بينهما قبل وفاتهما في جلسة صلح نظمها محمود صبحي الدفتري في داره في الحيدرخانة وقد حضر الجلسة عبد العزيز الثعالبي وروفائيل بطي وفؤاد السمعاني والعلامة محمد بهجة الأثري والمحامي شاكر ال غصيبة.

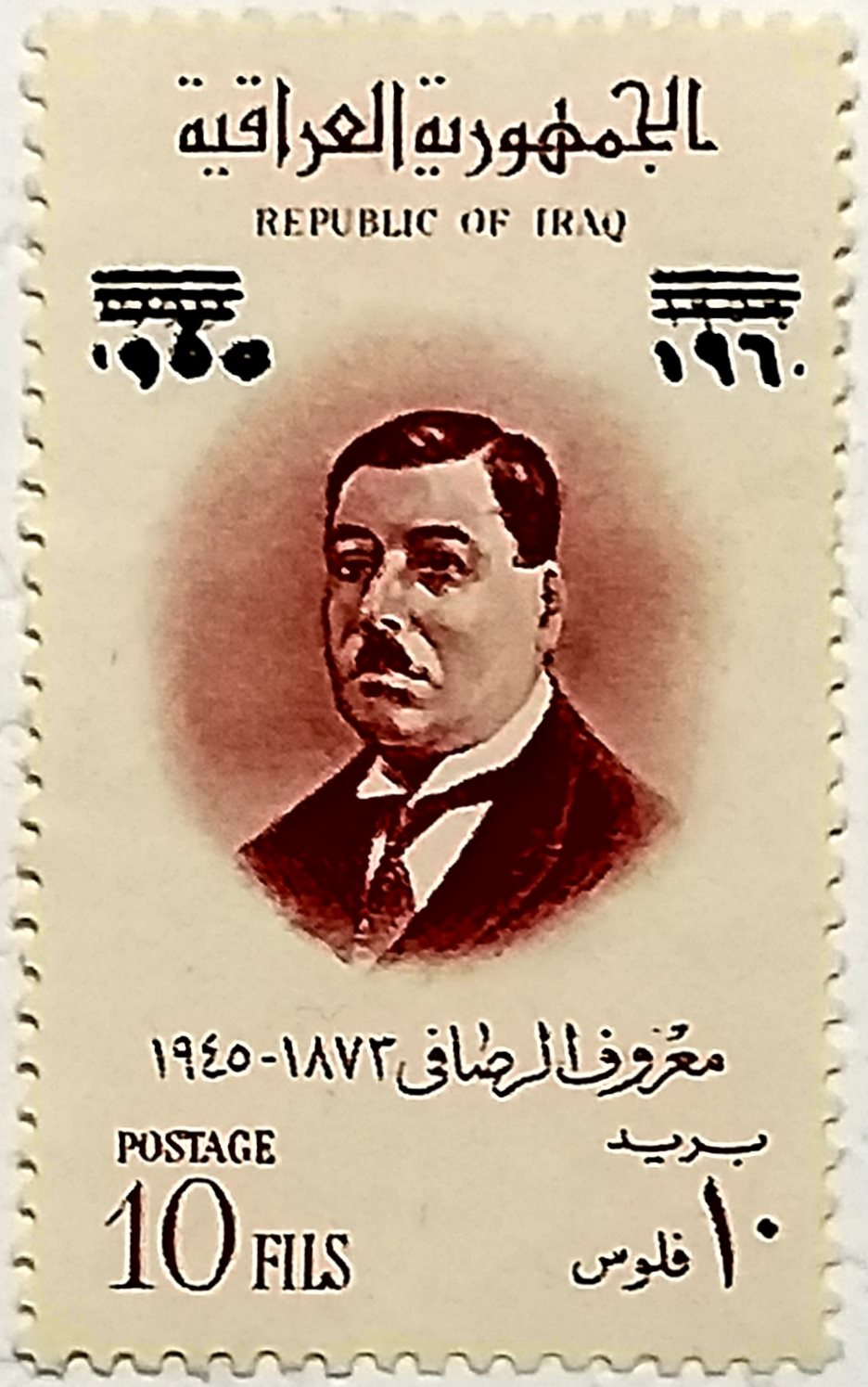
طابع بريدي عراقي فئة 10 فلوس صدر عام 1960 تخلدياً لذكرى الشاعر العراقي معروف الرصافي.

## مؤلفاته

### المؤلفات المطبوعة
- الرؤيا:

رواية تركية للأديب نامق كمال، قام الرصافي بترجمتها إلى اللغة العربية ونشرت في بغداد عام 1909م.
- الأناشيد المدرسية:

هي مجموعة من الأناشيد المدرسية مرفق مع كل منها اللحن المدون بالنوتة الموسيقية، قام الرصافي بنظم معظم الأناشيد عندما كان في القدس حيث كان يعمل مدرسًا في دار المعلمين ونشرت في القدس عام 1920م.
- دفع الهجنة في ارتضاخ اللكنة:

عبارة عن ألفاظ وكلمات قام الرصافي بجمعها من اللغة العثمانية، ومن بينها ألفاظ عربية استعملها العثمانيون في غير معناها العربي، ومنها ما كانوا يحسبونه عربيًا، وقد أخذ العرب منهم هذه الكلمات واستعملوها استعمالهم من حيث لا يشعرون، ووضح الرصافي الألفاظ العربية وغير العربية بين تلك الألفاظ، وتمت طباعة هذا الكتاب في مطبعة (صداى ملت) في الأستانة عان 1331هـ على نفقة مجلة لسان العرب.
- نفح الطيب في الخطابة والخطيب:

طبع الكتاب في مطبعة الأوقاف الإسلامية في الأستانة، وهذا الكتاب عبارة عن مجموعة من المحاضرات التي ألقاها الرصافي على طلابه عندما كان معلمًا في مدرسة الواعظين في الأستانة عندما كان نائبًا في مجلس المبعوثان العثماني.
تمام التربية والتعليم: عبارة عن رسالة شعرية نظم معظمها في الأستاننة عندما ذهب إليها مغاضبًا من العراق عام 1922هـ، وتتضمن هذه الرسالة بعض الحقائق العلمية وبعض الموضوعات التربوية وقصص الأطفال الهادفة، وقد طبعت الرسالة في بيروت عام 1924م.
- محاضرات الأدب العربي:

مجموعة من المحاضرات التي ألقاها الرصافي على معلمي المدارس الرسمية عام 1921م، عندما كان يشغل منصب (نائب رئيس لجنة الترجمة والتأليف في وزارة المعارف)، طبعت هذه المحاضرات في مطبعة العراق في بغداد تحت عنوان: (محاضرات الأدب العربي) عام 1339هـ/1921م.
- دروس في تاريخ اللغة العربية:

هي مجموعة من المحاضرات التي ألقاها الرصافي على طلاب دار المعلمين العالية في بغداد عام 1928م عندما كان مفتشًا للغة العربية في وزارة المعارف، نشرت هذه المحاضرات ملحقة بمجلة التربية والتعليم التي كان يصدرها ساطع الحصري في بغداد ثم فصلت كراستها عن المجلة وتكون منها هذا الكتاب.
رسائل التعليقات: طبع هذا الكتاب بمطبعة المعارف ببغداد، ويحتوي على ثلاث رسائل يعلق فيها الرصافي على كتب ثلاث هي:
1. التصوف الإسلامي للدكتور زكي مبارك.
2. النثر الفني للدكتور زكي مبارك.
3. التاريخ الإسلامي للمستشرق لثونا كايتانى.

- على باب سجن أبي العلاء:

وهذا الكتاب عبارة عن تعليقات الرصافي على كتاب (مع أبي العلاء في سجنه) للدكتور طه حسين، صدر كتاب الرصافي هذا عن دار الحكمة، للنشر والطباعة والتوزيع، وطبع في مطبعة الرشيد في بغداد.
- ديواني الرصافي:

له ديوانين شعريين، طبع الثاني منها ست مرات أضيف في كل طبعة قصائد جديدة.
- محاضرة مطبوعة:

```
للرصافي محاضرة مطبوعة حول صلاح اللغة العربية وما يجب أن يكون عليه مدرس اللغة العربية، وقد ألقى الراصفي هذه المحاضرة في البصرة حين كان مفتشًا للغة العربية في وزارة المعارف، وطبعت المحاضرة في مطبعة الفرات ببغداد.
```

### المؤلفات المخطوطة
- خواطر ونوادر.
- الأدب الرفيع في ميزان الشعر.
- الرسالة العراقية.
- آراء أبي العلاء.
- كتاب الآلة والإدارة وما يتبعها من الملابس والمرافق والهنات.
- دفع المراق في كلام أهل العراق.
- (الشخصية المحمدية) أو (حل اللغز المقدس).[6]

## وفاته
توفىَ الرصافي بدارهِ في محلة السفينة في الأعظمية ليلة الجمعة في ربيع الآخر من عام 1364 هـ /16 مارس 1945م، وشيع بموكب مهيب سار فيهِ الأدباء والأعيان ورجال الصحافة ودفن في مقبرة الخيزران، وصلى على جنازتهِ الشيخ حمدي الأعظمي، وشهد الصلاة عليه الشاعر وليد الأعظمي، ولقد قالوا في تأبينهِ قصائد كثيرة.